# 崔敦禮
崔敦礼（596年—656年8月28日），本名安上，字敦礼，後被唐高祖改以字行，雍州咸阳县（今陕西省咸阳市）人，祖籍博陵郡安平县（今河北省衡水市安平县），出自博陵崔氏的博陵第二房，唐朝官员。

## 生平
崔敦禮涉文史，重結義，仰慕蘇武之為人。武德九年（626年），唐太宗命其往幽州召廬江王李瑗。瑗舉兵造反，執敦禮，問京師之事，敦禮竟無異詞。唐太宗聞而壯之，遷左衛郎將，賜以良馬及黃金雜物。
貞觀元年（627年），擢拜中書舍人，遷兵部侍郎，頻出使突厥。累轉靈州都督。貞觀二十年（646年），徵為兵部尚書。又奉詔安撫回紇、鐵勒部落。時薛延陀寇邊，敦禮與英國公李勣瀚海都督回紇吐迷度為其下所殺，詔敦禮往就部落綏輯之，因立其嗣子而還。敦禮深識蕃情，凡所奏請，事多允會。
永徽四年（653年），取代高季輔成為侍中，累封固安縣公，仍修國史。永徽六年（655年），加光祿大夫，取代柳奭成為中書令，兼檢校太子詹事。敦禮以老疾屢次請退。顯慶元年（656年），拜太子少師，仍同中書門下三品。敕召崔敦礼弟弟定襄都督府司馬崔余庆使侍其疾。以显庆元年岁次丙辰八月癸巳朔三日乙未（656年8月28日），薨於〇阳里第，春秋六十有一。唐高宗舉哀於東雲龍門，賜東園秘器，贈開府儀同三司、并州大都督，陪葬昭陵，賻絹布八百段、米粟八百石，諡曰昭。

## 家庭

### 曾祖
- 崔宣猷，北周梁州总管、隋大将军、通守、汲郡公

### 祖父
- 崔仲方，北周仪同大将军，隋朝大将军、代州总管、太常卿、礼部尚书、固安县公

### 父亲
- 崔民焘，隋朝太子通事舍人、定陶令、石城县男。唐朝赠定州刺史

### 兄弟姐妹
- 崔玚
- 崔余庆，唐朝兵部尚书

### 子嗣
- 子：崔守业
  - 孙：崔兢，守业子，字明慎，神龍（705年正月—707年九月）初拜兵部侍郎。

## 崔敦礼碑
原存陕西醴泉县烟霞乡官厅村南约400米处崔敦礼墓前，1975年移入昭陵博物馆。碑身高3.38米，宽1.10米.碑额篆书，题《大唐太子故少师中书令开府仪同三司并州大都督固安昭公崔公神道碑》。于志宁撰文，其子于立政楷书，约36行，满行84字，碑右下部字迹尚清，左面中上部亦可辨认，其余均磨灭殆尽。